# 寄席チャンネル
寄席チャンネル（よせチャンネル）は、アトス・ブロードキャスティングが運営し、スカパー!プレミアムサービスやひかりTV、一部地域のケーブルテレビなどで放送している専門チャンネル。

## 沿革
- 1996年10月 - パーフェクTV!（現・スカパー!プレミアムサービス（標準画質））サービス開始と同時に「英語上達テレビジョン Oki Doki」のチャンネル名で開局
委託放送事業者（当時）はシーアンドイー（エキスプレスの子会社）、チャンネル名の通り英会話の教育番組を放送していた。
- 2000年4月 - チャンネル名を「Oki Doki」に変更
- 2001年7月 - チャンネル名を「トラベラーズTV」に変更
- 2003年4月 - エキスプレスがシーアンドイーを吸収合併したのに伴い、電気通信役務利用放送事業者（現・衛星一般放送事業者）がエキスプレスに変更
- 2004年4月 - チャンネル名を「EXエンタテイメント」に変更
- 2010年5月 - エキスプレスが当チャンネルを含むCS3chをスカイビジョンに譲渡[1]
- 2010年7月 - 電気通信役務利用放送事業者がスカイビジョンに変更
- 2012年10月1日 - 
  - チャンネル名を「寄席チャンネル」に変更。変更にあたって一般社団法人落語協会が監修を行う。
  - 視聴料金を500円（消費税抜き）に変更。
  - スカパー!プレミアムサービス Ch.542での放送を開始（ただし、標準画質での放送となる）
- 2013年1月1日 - スカパー!プレミアムサービス（標準画質）の放送事業者がスカパー・ブロードキャスティングに変更。[2]
- 2014年5月31日 - スカパー!プレミアムサービス（標準画質）での放送を終了。
- 2014年9月 - 運営会社がアトス・ブロードキャスティングに変更される。
- 2014年9月25日 - ハイビジョン画質での放送を開始。
- 2014年10月1日 - 競馬中継をアトス・ブロードキャスティングが運営する地方競馬ナインに移管。帯域を共用するため、同日開局のCh.703で放送が行われるときは当チャンネルの放送が休止される。
- 2016年12月1日 - スカパー!プレミアムサービスの衛星一般放送事業者が、スカパー・ブロードキャスティングからスカパー・エンターテイメントに変更。
- 2018年7月3日 - Amazonの「Prime Video」にて「寄席チャンネル 落語・お笑いSELECT」の配信サービスを開始。
- 2019年12月1日 - J:COMでの配信開始。スタンダードプラスコース限定でCh.770[3]。

## 主な番組

### 落語・演芸
- らくごビキナーズ
- 寄席・落語なう
- 落語協会 蔵出しインターネット落語会
- 落語デイズ
- 特選!上方落語〜魅せます!話芸の真髄〜
- ものまねヒットパレード

### 公営競技中継（無料放送）
- 立川競輪、西武園競輪中継（全開催日：10:00-17:00）
- 園田競馬、姫路競馬中継（一部開催日のみ：10:00-17:00）

### バラエティ
- 門出ピーチクパーチクのおもしろTV
- かまたまご〜大田区活性化委員会
- グラ☆スタ! 映像制作部